# Keita Baldé Diao
Keita Baldé Diao (Arbúcies, 8 de março de 1995) é um futebolista profissional hispano-senegalês que atua como ponta. Atualmente joga no Monza.

## Carreira

### Início
Filho de senegaleses, Keita Baldé jogou nas categorias de base do Damm e do Barcelona, onde chegou em 2004. Em 2010, fez uma brincadeira com um companheiro de time, ao colocar pedras de gelo sobre a cama deste último. A "malandragem" fez com que ele deixasse os Blaugranas em 2011 para defender o Cornellà por um ano, antes de assinar com a Lazio em 2011, quando os biancocelesti pagaram 300 mil euros para contar com o atleta - destes, 10% iriam para o Cornellà. No clube que defendera antes de rumar à Itália, Keita foi uma peça ofensiva muito eficaz e marcou 47 gols em apenas uma época.

### Lazio

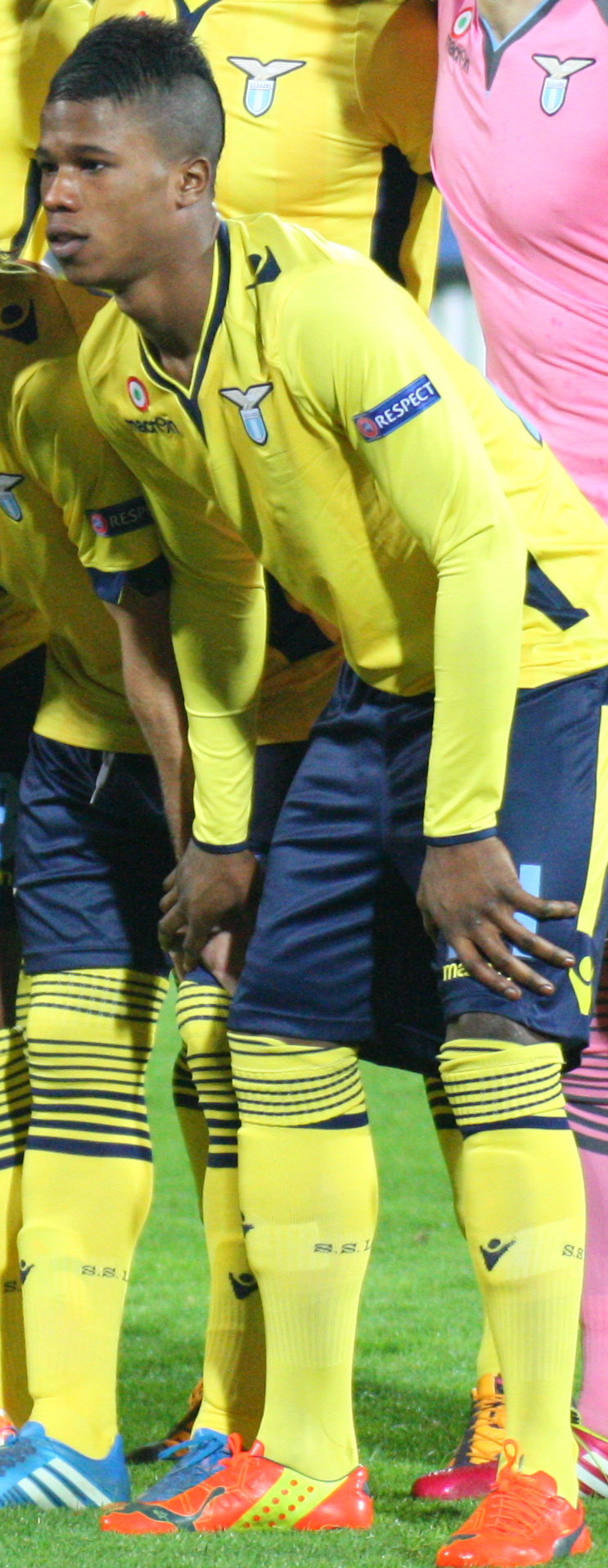
Baldé pela Lazio em 2014

Pela idade, ele ainda não poderia jogar profissionalmente, além de não possuir a cidadania espanhola e o passaporte europeu. Foi relacionado pelo técnico Vladimir Petković para os últimos jogos da temporada 2012-13, porém não entrou em campo nenhuma vez. Ao mesmo tempo, atuava com a equipe de base do time italiano, onde conquistou o Campionato Primavera e a Coppa Italia Primavera entre 2013 e 2014.
A estreia oficial veio no jogo entre Lazio e Chievo, em setembro de 2013, entrando no lugar de Luis Pedro Cavanda. Seu primeiro gol como profissional foi marcado sobre o Parma, em novembro. Dois jogos depois, voltou a balançar as redes, dessa vez contra o Napoli, na 14ª rodada da Série A de 2013–14.
Em sua época de estreia pelo Campeonato Italiano, Baldé tivera números consistentes. Em 25 partidas, estufou as redes cinco vezes. Ao longo da época, também participou de mais partidas em outras competições diferentes e terminou seu primeiro ano de profissional com 35 partidas, nove assistências e seis gols.
Tamanho havia sido seu destaque que a revista Don Balón o colocou entre os 100 Melhores Jovens Jogadores do Mundo no ano de 2014.
Sua segunda época com os Biancoceleste foi menos ilustre. Já no começo da época o atacante sofreu uma lesão em sua coxa e perdeu mais de dois meses longe dos gramados. Antes disso, Keita já não vinha repetido as boas atuações da temporada passada e chegou até mesmo a se envolver em um acidente de carro após dirigir em alta velocidade com sua Lamborghini no norte da Itália.
Assim, fizera uma época muito discreta; só marcou um gol na Série A e aplicou outros três na Coppa Itália – onde a equipe rumou à final, mas foram derrotados pela Juventus.
Depois disso, conseguiu chegar a sua época com mais partidas, apesar de ainda não repetir o número de gols do seu debut. Em 42 jogos, conseguiu vencer o goleiro adversário cinco vezes, tendo marcado nos play-offs da Liga dos Campeões contra o Bayer Leverkusen, e contra a Fiorentina pela Série A. Nesse mesmo período, disputou a Liga Europa, onde foi punido com um cartão vermelho em jogo diante o Rosenborg na Fase de Grupos. Ao retornar, viu o time ser eliminado pelo AC Sparta Praha nas oitavas de final.
Por fim, tivera o seu principal destaque na carreira na temporada 2016–17. Jogando somente em solo italiano, o jogador conseguiu novamente participar da campanha finalista do time na Coppa Italia, mas lá foram novamente vice-campeões perante a Juventus. Contudo, fez todos os seus gols em uma única competição: o Campeonato Italiano. No trajeto, conseguiu fazer uma irretocável campanha, onde transitou por diferentes funções no campo de ataque, e chegou a marca de 16 gols na Liga. Entre esses tentos, destacou-se a sua arrebatadora sequência de oito gols em suas cinco últimas partidas, incluindo um hat-trick contra o Palermo em cinco minutos, e, no jogo seguinte, um doblete diante a Roma em um clássico local. Apesar da campanha sólida, Keita não pôde disputar a última partida da Série A, pois foi expulso na penúltima rodada, a última que fizera um gol, contra a Inter de Milão.
Depois de ser um dos nomes mais comentados da Lazio, Baldé teve seu nome vinculado a outras equipes europeias. A Juventus chegou a anunciar a contratação do jogador em seu site oficial em agosto de 2017, mas o destino do jogador foi outro. Em 29 desse mesmo mês, confirmou sua saída rumando a Mónaco para assinar com o principal time da região.

### Monaco
Se destacando na Lazio, Baldé foi comprado pelo Monaco, que costuma comprar jogadores promissores, na janela de verão de 2017, fazendo com que o ponta chegasse como substituto de Kylian Mbappé. Na equipe monegasca, o jogador assumiu a camisa 14 após a saída de Tiemoué Bakayoko ao Chelsea.
Seu início no Monaco foi similar a sua última temporada em solo italiano. O jogador marcou seus três primeiros gols nas rodadas 10, 11 e 12 da Ligue 1, repetindo os feitos em mais cinco jornadas e concluindo a época com oito gols. Em 40 partidas, Keita não conseguiu mais estufar as redes adversárias, mas ajudou com outras 11 assistências e teve a chance de disputar a final da Copa da Liga Francesa de 2017–18, onde não disputou a decisão por conta de uma forte lesão que o acometera em sua coxa. Na partida, a equipe foi superada pelo Paris Saint-Germain.
Futuramente, o jogador tivera a oportunidade de enfrentar o PSG em outra decisão, dessa vez pela Supercopa da França de 2018, mas a equipe da capital francesa novamente se sobressaiu e venceu o time de Mónaco. Esse foi seu único jogo na temporada, pois o Senegalês retornou à Itália para jogar na equipe em que viu Samuel Eto'o, seu ídolo de infância, ter destaque.

### Inter de Milão (empréstimo)
Keita assinou um contrato de empréstimo de uma temporada com a Internazionale. Mesmo já tendo tido destaque no passado, não teve uma campanha de destaque em seu retorno à Série A. Jogando 29 partidas, onde foi reserva durante muitos jogos, chegou a marca de cinco gols, mas tivera de enfrentar seguidas lesões que o tiraram de campo durante os três primeiros meses de 2019.
Em sua última partida sob contrato com o time de Milão, Baldé foi um dos destaques do jogo. O jogador entrou no decorrer do segundo tempo contra o Empoli e marcou um gol na vitória por 2–1. Todavia, levou dois cartões amarelos nessa mesma partida e foi expulso nos acréscimos.
Enquanto estava no elenco de Milão, Baldé dividiu o vestiário com o goleador Mauro Icardi. Na época, o centroavante argentino possuía um casamento com Wanda Nara, mas, de acordo com ela, houvera uma traição por parte do sul-americano e ambos terminaram por um período, ainda que não tivessem se divorciado oficialmente. No período em que ele já não dividia mais sua residência com ela, o senegalês tivera um breve relacionamento com a argentina, assumido publicamente pela mulher no futuro. O atacante, porém, descobriu o envolvimento de ambos e difundiu as imagens da traição. Os prints das mensagens de WhatsApp que mostravam o Keita na casa que Wanda e Mauro moravam juntos tinham explícitas conversas em que o capitão da Internazionale chamava-o de "negro macaco".
A repercussão foi imediata e as imagens de ambos juntos em um hotel em Dubai foi expostas em jornais de diferentes nações. Ao longo do tempo, Keita e Wanda não deram continuidade ao relacionamento e ela retornou ao seu casamento com o atacante argentino. Em 2025, o senegalês abriu uma queixa contra ambos e afirmou:
| “                            | Simplesmente vou lutar até que alguém responda pelos danos que fizeram à minha imagem, é um grande dano. Diz uma denúncia contra os dois porque não podem aproveitar-se assim de uma pessoa. Eu não sou um santo, cometi um erro, mas quero sair desta merda. Isto não acrescenta nada à minha carreira e menos à minha vida pessoal. | ” |
| — Baldé sobre Wanda e Mauro. | |   |

### Monaco (retorno)
Em seu retorno ao Monaco, Baldé tivera números similares ao de sua primeira passagem. Em 26 partidas, marcou oito gols, sendo metades deles na Ligue 1 e a outra parte na Copa da França. Apesar de terem tido apenas 28 jogos na Liga, a Pandemia de COVID-19 na França impediu que mais jogos pudessem acontecer no país. Assim, por questões sanitárias, a Federação Francesa de Futebol optou por concluir sua época pela metade, impedindo os demais times de competirem.
Esse foi seu último ano sob contrato com o Monaco. Após o empréstimo, o atleta sairia em definitivo do clube que fizera 60 jogos, 16 gols e 15 assistências.

### Sampdoria (empréstimo)
Em 30 de setembro de 2020, Keita assinou um contrato de empréstimo válido por uma temporada com a Unione Calcio Sampdoria.
Após apenas três partidas, Baldé foi impedido de continuar suas performances por conta de uma lesão muscular. Em seu retorno, marcou um gol contra o Sassuolo, mas foi expulso nos acréscimos do segundo tempo e não pôde jogar a partida seguinte.
Ao longo da época, entrou em campo por 26 vezes, marcando sete gols, sendo dois deles nos dois turnos que enfrentou a Inter de Milão, e terminou sua passagem pela Sampdoria sem ser comprado em definitivo.

### Cagliari
Em 31 de agosto de 2021, Baldé é anunciado pelo Cagliari Calcio em um contrato de três temporadas após ter sido comprado do Monaco.
Assim que assinou com a equipe, Baldé tivera um bom início. Nos dez primeiros jogos, participou ativamente de três gols, sendo dois tentos contra Lazio e Venezia e uma assistência contra Sampdoria, além de um pênalti sofrido já em sua estreia pela Série A; mas depois da 13ª rodada deixou de participar diretamente de mais gols. Em tal rodada, estufou as redes do Sassuolo com um gol de voleio. Futuramente, este viria a tornar-se o Gol do Mês de Novembro da Liga Italiana.
Ao fim da época, o Cagliari foi rebaixado e o senegalês concluiu a época com 26 partidas e três bolas na rede, sendo rapidamente emprestado já na época seguinte.

### Spartak Moscow
Após sua passagem de uma temporada na Itália, Baldé assinou um novo contrato de três anos com o Spartak Moscow, da Rússia.
O jogador estreou em um clássico na oitava rodada da Premier League Russa contra o Zenit, onde fizera 38 minutos na derrota por 2–1. Essa, no entanto, foi sua única partida com a equipe russa em 2022, pois Keita foi suspenso por violar o protocolo antidoping e ficou de fora da Seleção Senegalesa na Copa do Mundo de 2022.
O jogador só retornou aos gramados no segundo mês de 2023, e estufou as redes do Dínamo Moscou, Torpedo Moscou e Zenit pelo Campeonato Russo. Além disso, também conseguiu marcar um tento nas quartas de final da Copa da Russia contra o Futbolniy Klub Ural.[carece de fontes?] Ele concluiu a temporada com 16 partidas e quatro gols marcados. Na época seguinte, porém, o atacante entrou em campo apenas duas vezes e foi novamente emprestado a uma nova equipe.

### Espanyol (empréstimo)
Keita Baldé assinou um contrato de empréstimo de uma temporada, com opção de compra, com o Espanyol no dia primeiro de setembro de 2023. O atleta voltaria à Catalunha para assinar com um clube pela primeira vez desde seus tempos de Categorias de base.
Keita esteve em campo pelo Espanyol na época que o time brigava pelo acesso à La Liga, pois estavam na Segunda Divisão. Todavia, em 21 partidas, o jogador não participou diretamente de nenhum gol. Ele viu a equipe ficar em quarto lugar, ir aos play-offs de acesso e obterem a vaga ao derrotarem o Real Oviedo no jogo que valia a última vaga na Primeira Divisão da época seguinte. Em tal partida, o senegalês sequer entrou em campo.
Por fim, deixou a Espanha após 24 partidas e uma assistência – feita em seu último jogo disputado pela Copa do Rei.

### Sivasspor
Ao retornar para o seu clube russo, Baldé, em julho de 2024, optou por rescindir o seu contrato. Em 13 agosto do mesmo ano rumou até a Turquia para assinar com o Sivasspor Kulübü. Entretanto, após 11 jogos, um gol e um cartão vermelho – esses dois últimos ocorridos no mesmo jogo –, o senegalês optou por novamente interromper o seu contrato e se tornar um agente livre em dezembro.

### Monza
No dia 13 de fevereiro de 2025, o Monza, clube da Serie A, anunciou a contratação de Baldé. O ponta senegalês assinou contrato com os Biancorossi até 30 de junho de 2025.

## Carreira internacional

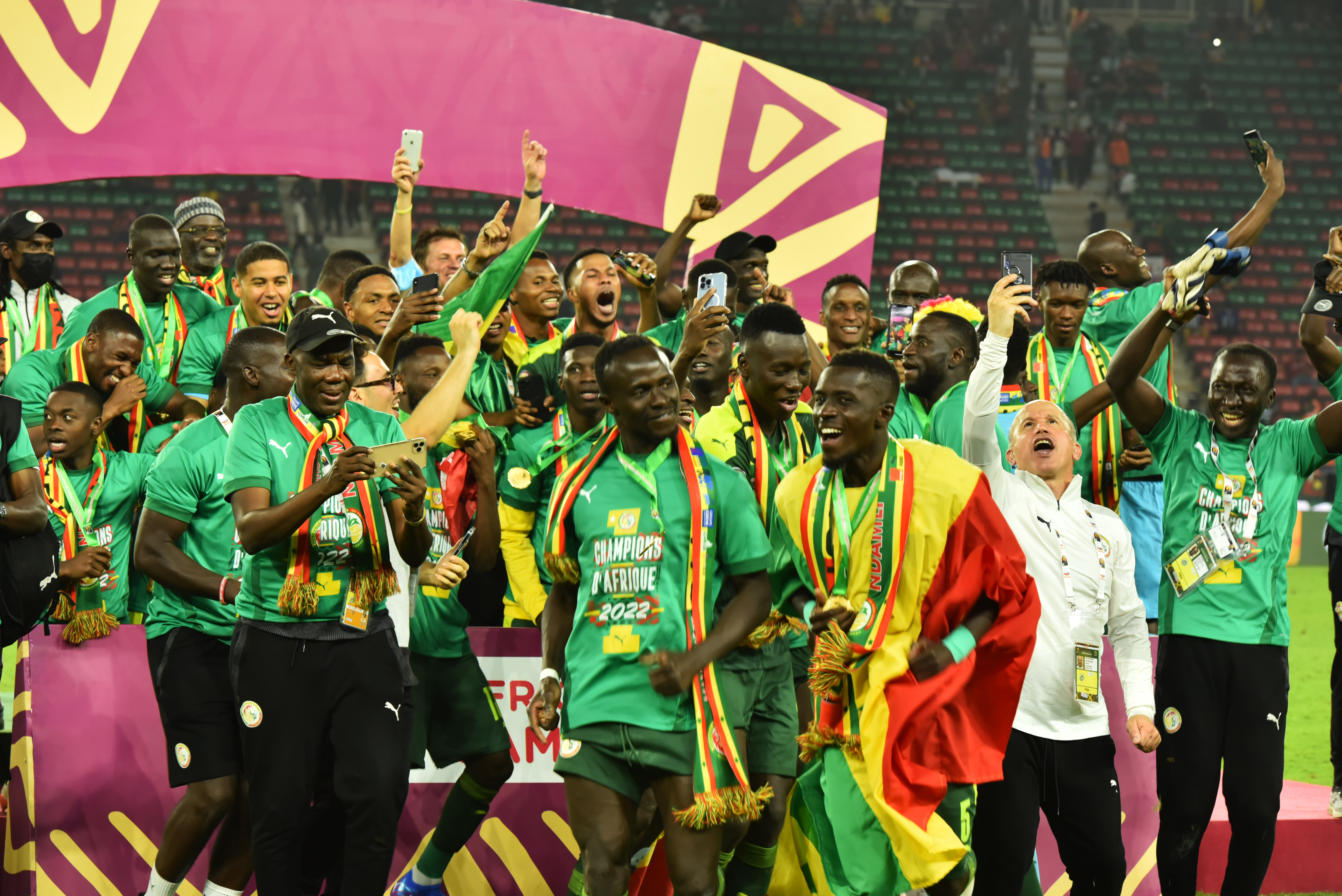
Seleção Senegalesa comemorando o título da Copa Africana.

Embora seja espanhol de nascimento e elegível para defender a Espanha, Keita optou em representar o Senegal em 2016. Integrou o elenco dos Leões de Teranga no Campeonato Africano das Nações de 2017. Em 2015, fez um jogo pela Seleção da Catalunha, contra o País Basco.
Por Senegal, Keita disputou a Copa do Mundo FIFA de 2018, tendo feito somente um jogo pela Fase de Grupos. Futuramente, o jogador disputou o Campeonato Africano das Nações de 2019, onde estreou marcando um gol diante a Seleção Tanzaniana de Futebol. Esse foi seu único gol na competição. O país continuou suas boas performances até chegarem á final, mas lá foram derrotados pela Argélia.
Em 2022, voltou a disputar a competição. Nela, fizera somente os dois primeiros jogos e tornou-se um suplente não utilizado pelo restante da campanha. Mesmo sem ele em campo, o time de Sadio Mané rumou à final e lá derrotaram o Egito de Mohamed Salah. Desse modo, Keita tornou-se campeão africano. Futuramente, por violar as regras do protocolo antidoping, ficou de fora da Copa do Mundo FIFA de 2022.
Por conta da conquista Continental ocorrida em 2022, os jogadores de Senegal foram condecorados pelo presidente do país com a mais alta honraria local, a de Grande Oficial da Ordem Nacional do Leão.

## Títulos

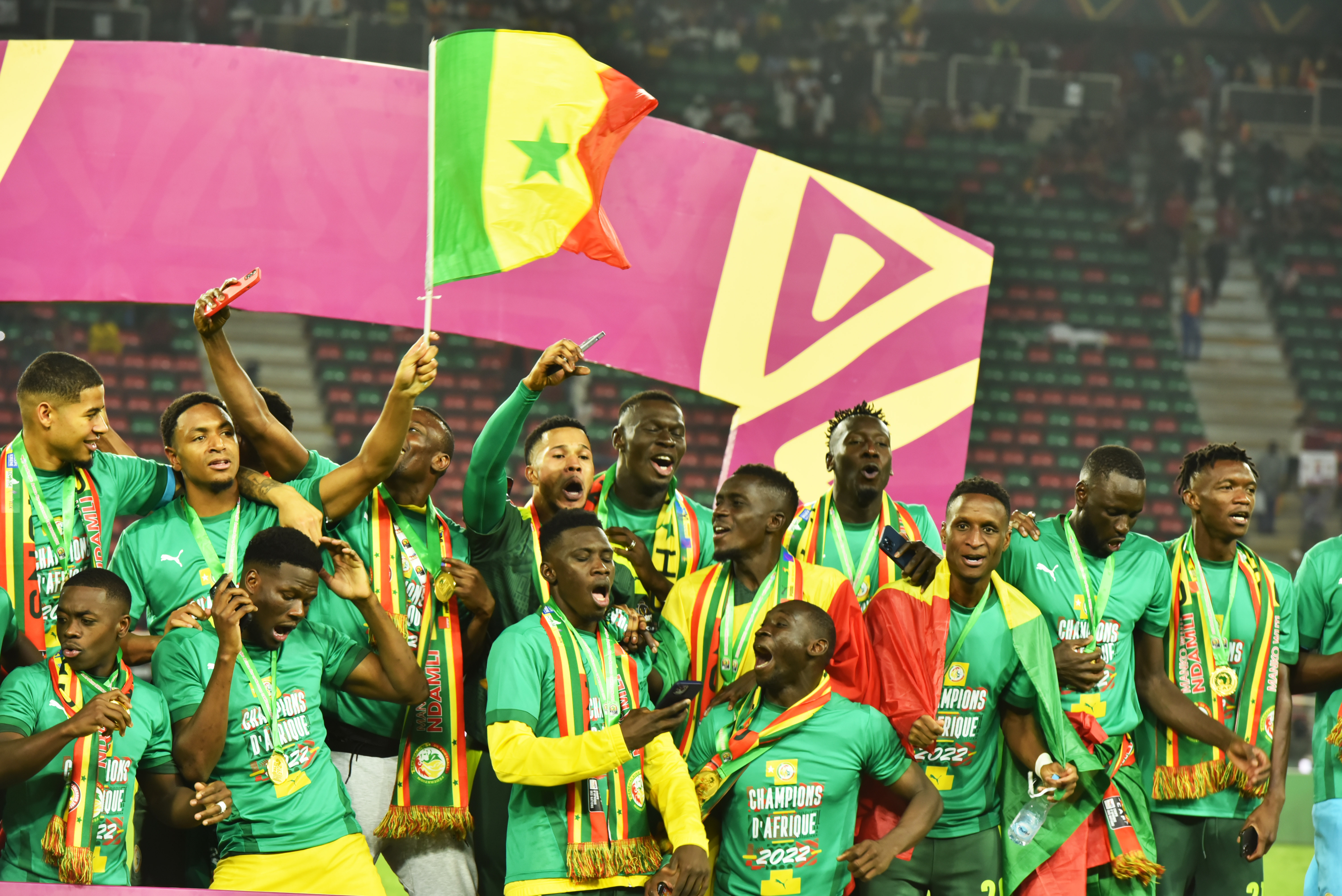
Keita comemorando com a Seleção Senegalesa o título da Copa Africana.

#### Lazio
- Campionato Primavera: 2012–13
- Coppa Italia Primavera: 2013–14

#### Seleção Senegalesa
- Campeonato Africano das Nações: 2021

### Individual
- 100 Melhores Jovens Jogadores do Mundo pela revista Don Balón em 2014

### Honras
- Gol do Mês da Série A: novembro de 2021[45]
- Grande Oficial da Ordem Nacional do Leão[65]